# Stasimopus maraisi
Stasimopus maraisi är en spindelart som beskrevs av Hewitt 1914. Stasimopus maraisi ingår i släktet Stasimopus och familjen Ctenizidae. Inga underarter finns listade i Catalogue of Life.